# Classe Amguema
Le unità appartenenti alla classe Amguema (progetto 550 secondo la classificazione russa) sono navi da trasporto con scafo rompighiaccio utilizzate per il supporto logistico nelle regioni del nord.

## Servizio
Queste navi sono in grado di trasportare sia passeggeri, sia merci. La classe è composta da diverse unità, utilizzate soprattutto per scopi civili. L'unica usata per scopi militari, la Yauza, è entrata in servizio nel 1974 ed è operativa nella Flotta del Nord con la 16ª Brigata da supporto navale. Viene impiegata per i collegamenti con le guarnigioni di stanza in Novaja Zemlja.
Un'altra unità, la Michail Somov (entrata in servizio nel 1975), è stata modificata appositamente per l'utilizzo da parte dell'Istituto Artico ed Antartico. Ora è assegnata al servizio idrometeorologico. Può imbarcare fino a 6.500 tonnellate di merci.